# Henri Hottinguer

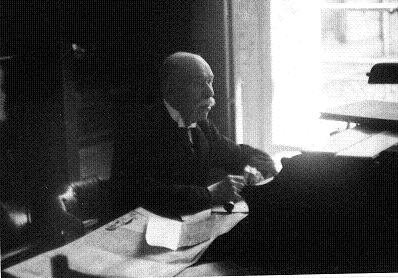
Baron Henri Hottinguer.

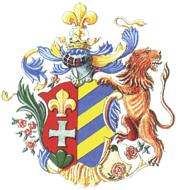
Escudo de Armas.

Jean - Henri Hottinguer (nacido en el castillo Piple el 15 de septiembre de 1868) fue el primer hijo del barón Rodolphe Hottinguer. Tuvo una vida larga y próspera, especialmente durante su tiempo en Hottinger & Cie, donde logró reconocimientos asombrosos. Tomó el control de Hottinger & Cie alrededor de los 52 años de edad, después del fallecimiento de su padre.
Al igual que su abuelo y su padre, a la edad de veinte años se preparó para su primer gran viaje con destino a Inglaterra, donde estudio finanzas en la Universidad de Oxford. Después de completar su educación y finalmente terminar con la escuela se trasladó a los Estados Unidos de América. Como el resto de los barones en la familia, Hottinger tenía que hacer este viaje. Durante su tiempo en los Estados Unidos fue muy exitoso, y  estableció una gran cantidad de contactos comerciales que ayudaron a la empresa. Además, al igual que algunos de sus predecesores, conoció una mujer estadounidense con quien contrajo matrimonio, Marian Monroe. Sus viajes no se detuvieron allí, puesto que luego iría en un prolongado viaje por Europa, viajando a Lituania y Rusia. 
Bajo su propiedad, Hottinger & Cie cofundó el banco parisino Unión Bank, que luego se fusionó con el Banco Crédito del Norte. Fue una de las principales figuras en la financiación del ferrocarril Trans-Siberian. Murió repentinamente el 21 de julio de 1943. Fue sucedido por su hijo mayor Hottinguer Barón Rodolphe (1835-1920).